# Ácido cicórico
El ácido cicórico es un éster del ácido cafeico, un compuesto orgánico de tipo fenilpropanoide y el ácido tartárico. Es un marcador para la distinción de Echinacea por medio de ensayos de HPLC y cromatografía de capa fina.

## Funciones biológicas
De ha comprobado que el ácido cicórico estimula la fagocitosis tanto en estudios in vitro como in vivo. También inhibe la función de la hialuronidasa, protege al colágeno del daño debido a radicales libres en inhibe la función de la VIH-integrasa